# Hendrik Aukes
Hendrik Aukes (Beerta, 7 maart 1922 – 13 september 1995) was een Nederlands politicus van de PvdA.
Hij begon in 1939 zijn ambtelijke carrière als leerling-ambtenaar bij de gemeentesecretarie van Scheemda. In de periode 1941 tot 1943 was hij daar plaatsvervangend leider van van het distributiekantoor maar in dat laatste jaar moest hij onderduiken. Hij is, toen hij ondergedoken was in Markelo, ook nog korte tijd commandant geweest van de knokploeg. Na de bevrijding was hij achtereenvolgens werkzaam bij de gemeenten Winschoten en Zweeloo voor hij in 1954 als commies A ging werken bij de gemeente Krommenie. In 1959 volgde hij Freerk Tjaberings op als gemeentesecretaris van Baarderadeel nadat die burgemeester van Muntendam was geworden. In februari 1968 werd Aukes zelf benoemd tot burgemeester en wel van Ezinge. In april 1987 ging hij daar officieel met pensioen maar vanwege een komende gemeentelijke herindeling bleef hij nog aan als waarnemend burgemeester. In 1990 ging Ezinge op in de gemeente Winsum waarmee alsnog een einde kwam aan zijn burgemeesterschap en bijna zes jaar later overleed hij op 73-jarige leeftijd.